# 高粱酒
高粱酒，又稱白乾、燒刀子，一種以高粱為主要釀酒原料的蒸餾酒，是亞洲燒酒中的主流。高粱酒經過二次蒸餾而成，一般的酒精濃度為38度至63度之間。其特色為顏色透明，酒香濃郁，入口辛辣。
这种酒起源于天津大直沽，最早出现于明代，主要在中国北方的河北、陕西和山东等省份广受欢迎。它主要在中国大陆制造和销售，但是在韩国同样也很受欢迎。中国四大名酒均为高粱酒，包括汾酒、茅台酒、泸州老窖、西凤酒。在台湾金门县也有金門高粱酒。

## 台湾知名高粱酒品牌

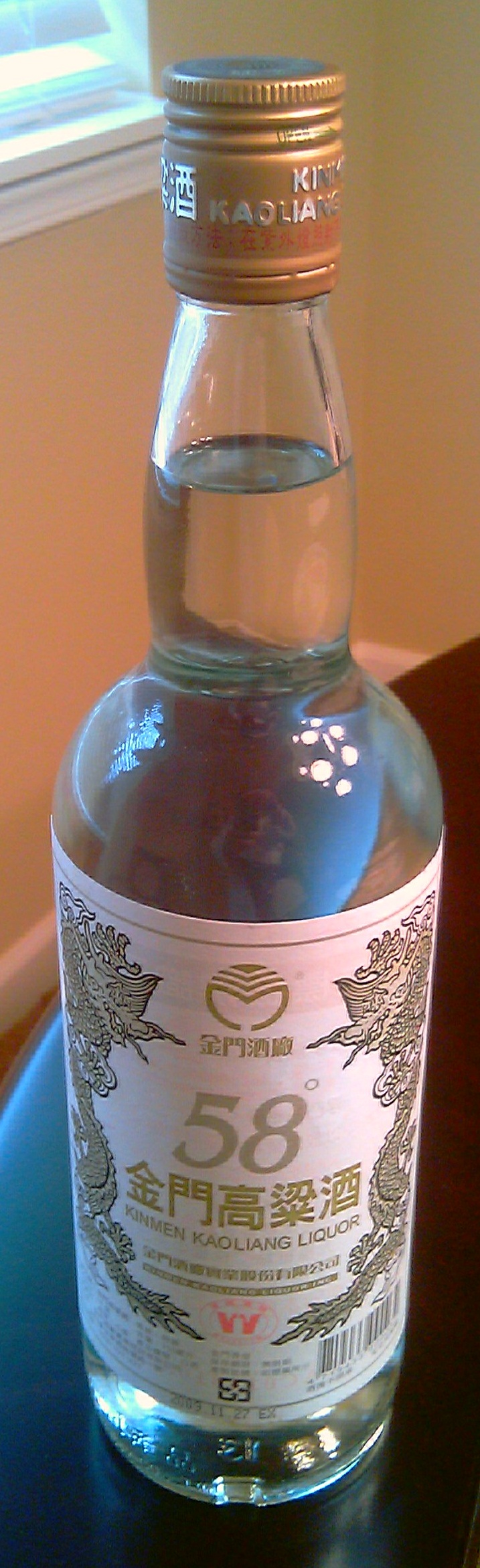
金门58度高粱酒

金門高粱酒是台湾最受欢迎的高粱酒品牌之一。顾名思义，它产自金门岛的金門酒廠。该系列的主要产品是标准的58度和38度的瓶装酒。金门高粱酒的生产可以追溯到第二次国共内战时期，当时中華民國國軍將領胡琏鼓励金门农民种植高粱，以生产烈酒，因为从台湾进口酒精会造成财政紧张。高粱酒已成为金门经济的重要组成部分，在金门文化中占有重要地位。
玉山高粱酒由台湾菸酒公司生产，它是以台湾最高的山峰玉山命名的。该系列中最著名的产品之一是玉山台灣原窖十五年陳年高粱酒，在装瓶前要在罐中陈酿五年。
馬祖八八坑道高粱酒由连江县南竿乡马祖酒厂生产。这个名字来源于一个被废弃的军事隧道——88号隧道的名字，这里是酒厂用来存放高粱酒和陈年米酒的地方。酒厂所有的陈年高粱酒都要在隧道里保存至少五年。

## 大众文化
- 1987年张艺谋的电影《红高粱》以中国山东省的一个农村高粱酒酿酒厂为背景。